# 苏州农村商业银行
苏州农村商业银行（Suzhou Rural Commercial Bank）上交所：603323，简称：苏农银行，全称江苏苏州农村商业银行股份有限公司，是苏州市内五所股份制的农村商业银行之一，成立于2004年，原名吴江农村商业银行，2019年改名至今。目前设有94家分支机构，除了江苏省内苏州、镇江、泰州、连云港、徐州、宿迁有支行外。还在安徽省宣城市、湖北省赤壁市设有跨省支行，总行位于江苏省吴江区中山南路1777号。

## 历史

### 农村信用社时期
- 1998年5月，吴江各农信社实现联网及储蓄存款通存通兑。
- 2000年11月29日，经人民银行批准，吴江市将市内23个农村信用社和5个城市信用社合并为一个法人单位，统一法人为吴江市农村信用合作社联合社。
- 2002年2月20日，吴江市农信联社国际业务部开始运作并开办外汇业务，是江苏农信系统首例。

### 吴江农商行时期
- 2004年4月16日，中国银监会发文，同意筹备组建吴江农村商业银行。
- 2004年8月28日，吴江农村商业银行正式开业、成为银监会成立之后批准的第一家农村商业银行，也是全国第四家农村商业银行。当年，全行人民币存款突破100亿元。
- 2005年8月，开始发行借记卡——“垂虹卡”，延续至今。
- 2009年3月，获批开展贷记卡业务。贷记卡品牌名为“垂虹贷记卡”。
- 2009年9月26日，在湖北省赤壁市设立赤壁支行，这是全国县（市）级农村商业银行系统首家跨省设立的异地支行。
- 2010年4月1日，推出个人理财产品牌——金鲤鱼理财。
- 2016年11月29日，A股在上海证券交易所主板正式上市。初期股票简称为吴江银行，股票代码为603323，成为中国A股市场中第四家上市农商银行。

### 近年发展
- 2019年，吴江农村商业银行更名苏州农商银行，证券简称变更为“苏农银行”。
- 2020年，存款突破1000亿。